# Orden de la Nube Propicia
La Orden de la Nube Propicia (en chino: 卿雲勳章) es una orden honorífica de carácter civil instituida por la República de China el 12 de febrero de 1941. Es la orden civil de mayor categoría de la República de China. Su nombre está influenciado por la canción a la nube auspiciosa, uno de los primeros himnos que se utilizaron en la República de China revolucionaria.
Es una recompensa civil habitualmente otorgada a extranjeros por un mérito civil notable, en el caso de la recompensa a nacionales, suele ser a funcionarios de alto rango que han tenido una larga trayectoria de contribuciones al país o han llegado a un gran nivel de autoridad. La cinta es azul claro, con rayado coloreado hacia cada borde.
La Orden se compone de nueve grados, otorgados por servicios meritorios de los funcionarios públicos y a los autores de contribuciones destacadas al país por parte de no funcionarios o extranjeros.
El mayor grado de la medalla solo ha sido otorgado cinco veces en la República de China.[cita requerida]

## Grados de la Orden
| Nombre                             | Grados                   | Concedida por                                                 | Cinta | Instituida            |
| ---------------------------------- | ------------------------ | ------------------------------------------------------------- | ----- | --------------------- |
|                                    |                          |                                                               |       |                       |
| Orden de la Nube Propicia 卿雲勳章 | 1 (Gran Cordón Especial) | Contribuciones al desarrollo nacional y de la sociedad civil. |       | 12 de febrero de 1941 |
| Orden de la Nube Propicia 卿雲勳章 | 2 (Gran Cordón)          | Contribuciones al desarrollo nacional y de la sociedad civil. |       | 12 de febrero de 1941 |
| Orden de la Nube Propicia 卿雲勳章 | 3 (Gran Cordón Verde)    | Contribuciones al desarrollo nacional y de la sociedad civil. |       | 12 de febrero de 1941 |
| Orden de la Nube Propicia 卿雲勳章 | 4 (Corbata especial)     | Contribuciones al desarrollo nacional y de la sociedad civil. |       | 12 de febrero de 1941 |
| Orden de la Nube Propicia 卿雲勳章 | 5 (Corbata)              | Contribuciones al desarrollo nacional y de la sociedad civil. |       | 12 de febrero de 1941 |
| Orden de la Nube Propicia 卿雲勳章 | 6 (Lazo Especial)        | Contribuciones al desarrollo nacional y de la sociedad civil. |       | 12 de febrero de 1941 |
| Orden de la Nube Propicia 卿雲勳章 | 7 (Lazo)                 | Contribuciones al desarrollo nacional y de la sociedad civil. |       | 12 de febrero de 1941 |
| Orden de la Nube Propicia 卿雲勳章 | 8 (Cinta Especial)       | Contribuciones al desarrollo nacional y de la sociedad civil. |       | 12 de febrero de 1941 |
| Orden de la Nube Propicia 卿雲勳章 | 9 (Cinta)                | Contribuciones al desarrollo nacional y de la sociedad civil. |       | 12 de febrero de 1941 |
|                                    |                          |                                                               |       |                       |

## Condiciones para los ganadores Ganador de las condiciones requeridas
Según lo dispuesto en el Reglamento de la medalla para la Orden de la Nube Propicia, al igual que para los honores de la Orden de la Estrella Brillante. Pero la Medalla de la Orden de la Nube es ligeramente de mayor categoría que la Orden de la Estrella Brillante.
- (Nacionales) Jefe Nacional del servicio meritorio de los funcionarios públicos.
- (Extranjeros) Para servicios no civil o sobresalientes contribuciones a la comunidad expatriados país.

## Condecorados

### Nacionales
Algunos de los condecorados son:
- Chiang Kai-shek
- Tai Chi-tao
- Yen Chia-kan

### Extranjeros
Un total de 36 extranjeros han recibido la condecoración de la Nube Propicia a lo largo de su existencia.[cita requerida] Los números de los receptires son: 16 personas galardonadas con la Nube Propicia en su modalidad de Gran Cruz (Grados 1.º-3.º); 9 personas en su modalidad de Gran Lazo (Grados 4.º-6.º); y 13 personas de nacionalidad exclusivamente la china continental galardonadas con la modalidad de Cinta (Grados 7.º-9.º).[cita requerida]
De las personas extranjeras en recibir la condecoración, cinco han sido mujeres: Eva Macapagal, primera dama de Filipinas; Ileana Ros-Lehtinen, miembro de la Cámara de Representante de los EE. UU. y presidente del Comité de Asuntos Exteriores del mismo órgano; la reina Sirikit de Tailandia; la vicepresidente salvadoreña Ana Vilma de Escobar y la presidente de la Cámara de representantes de los EE. UU., Nancy Pelosi.
Gran Cruz:
- Joaquín Balaguer
- Representante de la OIM Eduardo Stein Barillas
- Vicepresidente Germán Serrano Pinto
- Jaime Manuel Fernández González
- Carlos Lleras Restrepo
- Mobutu Sese Seko
- Luis Henry Molina
- Mohammad Reza Pahleví

Gran Cinta:
- Ralph Regula

Gran Cruz/Cordón Especial (Grado 1.º)
| País                              | Condecorado                                     | Fecha                              | Razón |
| --------------------------------- | ----------------------------------------------- | ---------------------------------- | --- |
| Bandera de Filipinas              | Eva Macapagal                                   | 5 de enero del año 52 (1963)       | A la primera dama de Filipinas como parte de un intercambio de honores entre el matrimonio del presidente filipino Diosdado Macapagal y el matrimonio del vicepresidente chino Chen Cheng en una visita de Estado en Manila.                                                                               |
| Bandera de Tailandia              | Reina Sirikit                                   | 1 de julio del año 52 (1963)       | A la reina Sirikit de Tailandia como reconocimiento de su papel en la coalición anticomunista entre la República de China y el Reino de Tailandia. |
| Bandera de Japón                  | Shigeru Yoshida                                 | 14 de agosto del año 53 (1964)     | Al ex-primer ministro Yoshida por su doctrina anticomunista y por haber solucionado el incidente de Zhou Hongqing junto a Chiang Kai-shek estableciendo las bases de las nuevas relaciones entre la República de China y el Estado del Japón.                                                              |
| Bandera de El Salvador            | Fidel Sánchez Hernández                         | 14 de febrero del año 57 (1968)    | Al presidente de El Salvador. |
| Bandera de Corea del Sur          | Chung Il Kwon                                   | 26 de febrero del año 58 (1969)    | Al primer ministro de la República de Corea, Cheongsa, por el establecimiento y formalización de relaciones diplomáticas entre su país y la República de China. |
| Bandera de Japón                  | Nobusuke Kishi                                  | 19 de noviembre del año 58 (1969)  | Al ex-primer ministro japonés por su membresía y apoyo de la Asociación de Promoción del Comercio sinojaponés. |
| Bandera de Jordania               | Hassan bin Talal                                | 1 de mayo del año 62 (1973)        | Al príncipe heredero de Jordania por su ayuda para establecer la Oficina Representativa Económica y Cultural de Taipéi en Amán tras la expulsión de la República de China de la ONU en 1971. |
| Bandera de Sudáfrica              | Pieter Willem Botha                             | 15 de octubre del año 69 (1980)    | Al primer ministro sudafricano como agradecimiento por parte de Chiang Ching-kuo con motivo de su visita oficial a Taipéi. |
| Bandera de España                 | Juan Antonio Samaranch                          | 9 de octubre del año 82 (1993)     | Al presidente del COI, Juan Samaranch, por la inclusión de China Taipéi en los eventos deportivos internacionales ayudando al país a salir del aislacionismo internacional. |
| Bandera de Belice                 | Colville Young, GCMG, OBE                       | 29 de septiembre del año 89 (2000) | Al Gobernador General de Belice por sus visitas oficiales a Taipéi y la acogida de las visitas oficiales chinas a Belmopán. |
| Bandera de El Salvador            | María Eugenia Brizuela de Ávila[cita requerida] | 13 de diciembre del año 89 (2000)  | A la diputada al Gabinete del Primer Presidente de la República de El Salvador. |
| Bandera de Paraguay               | Luis Castiglioni                                | 1 de febrero del año 93 (2004)     | Al vicepresidente del Paraguay en una visita oficial a Taipéi en la que se buscó estrechar los lazos económicos entre Paraguay y la República de China como salida de la crisis paraguaya. |
| Bandera de Belice                 | Said Musa                                       | 3 de septiembre del 93 (2004)      | Al primer ministro de Belice en un intercambio de honores en una visita oficial del presidente Chen Shui-bian, quien a su vez fue galardonado con la orden de Belice. |
| Bandera de El Salvador            | Ana Vilma de Escobar                            | 16 de marzo del año 94 (2005)      | A la vicepresidente de El Salvador por parte de la vicepresidente de la República de China, Annette Lu, como agradecimiento por la invitación a la República de China a ser observadora en la cumbre del BID.                                                                                              |
| Bandera de Guatemala              | Francisco Morales                               | 17 de marzo del año 94 (2005)      | Al presidente del Congreso de la República de Guatemala. |
| Bandera de Belice                 | Dean Barrow                                     | 28 de mayo del año 98 (2009)       | Al primer ministro de Belice por su compromiso en la búsqueda del reconocimiento internacional de la República de China. |
| Bandera de Panamá                 | Juan Carlos Varela                              | 26 de julio del año 99 (2010)      | Al vicepresidente y ministro de exteriores panameño por el compromiso con las misiones diplomáticas sinopanameñas y la confección de la visita oficial del ministro de exteriores, Yang Chin-tien. |
| Bandera de San Cristobal y Nieves | Denzil Douglas                                  | 22 de junio del año 100 (2011)     | Al primer ministro de San Cristóbal y Nieves como intercambio de honores tras condecorar al presidente Ma Ying-jeou con la orden de San Cristóbal y Nieves, máxima condecoración civil para extranjeros, como agradecimiento por la política de estrechamiento de relaciones entre ambos países insulares. |
| Bandera de Estados Unidos         | Ileana Ros-Lehtinen                             | 2 de abril del año 107 (2018)      | A la presidente honoraria del Comité de Asuntos Exteriores de la Cámara de Representantes de los EE. UU |
| Bandera de República Checa        | Jaroslav Kubera                                 | 3 de septiembre del año 109 (2020) | Al presidente del Senado de la República Checa por organizar una visita oficial a Taipéi aun cuando la República Checa (ni la Unión Europea de la que forma parte) no reconoce oficialmente a la República de China.                                                                                       |
| Bandera de Francia                | Alain Richard                                   | 7 de octubre del año 110 (2021)    | Al senador francés Alain Richard por fundar y presidir el Grupo de Estudio e Intercambio de Taiwán del Senado francés. |
| Bandera de Belice                 | Johnny Briceño                                  | 9 de marzo del año 111 (2022)      | |
| Bandera de Estados Unidos         | Nancy Pelosi                                    | 3 de agosto del año 111 (2022)     | A la presidente de la Cámara de Representantes de los Estados Unidos por su compromiso con la independencia e integridad territorial de la República de China. |

Gran Cruz/Cordón (Grado 2.º)
| País                               | Condecorado                       | Fecha                              | Razón |
| ---------------------------------- | --------------------------------- | ---------------------------------- | --- |
| Bandera de Costa Rica              | José Figueres                     | 23 de agosto del año 62 (1973)     | Al presidente de la República de Costa Rica. Condecorado anteriormente con la orden de la Estrella Brillante (1955)                                                                 |
| Bandera de Costa Rica              | Facio Segreda                     | 23 de agosto del año 62 (1973)     | Al ministro de exteriores de la República de Costa Rica. |
| Bandera de Haití                   | Fritz Longchamp                   | 25 de abril del año 87 (1998)      | Al ministro de exteriores de la República de Haití. |
| Bandera de Estados Unidos          | Jesse Helms                       | 24 de octubre del año 91 (2002)    | Al senador de Estados Unidos y expresidente del comité de asuntos exteriores de Estados Unidos por la promoción de las relaciones entre la República de China y los Estados Unidos. |
| Bandera de Estados Unidos          | Frank Murkowski                   | 6 de octubre del año 92 (2003)     | Al gobernador de Alaska (EE. UU.) por continuar sus viajes oficiales a Taipéi, que ya realizaba siendo senador, tras ser nombrado gobernador.                                       |
| Bandera de Italia                  | Gustavo Selva                     | 30 de marzo del año 94 (2005)      | Al presidente del comité de asuntos exteriores de la Cámara de Diputados del Parlamento de la República Italiana.                                                                   |
| Bandera de Guatemala               | Jorge Briz                        | 15 de agosto del año 94 (2005)     | Al ministro de Relaciones Exteriores de la República de Guatemala. |
| Bandera de Estados Unidos          | Pete Domenici                     | 17 de julio del año 95 (2006)      | Al senador de Nuevo México (EE. UU.) por la propuesta de incluir a la República de China en el Acuerdo General sobre Aranceles Aduaneros y Comercio (GATT).                         |
| Bandera de los Países Bajos        | Hans van Baalen                   | 9 de mayo del año 97 (2008)        | Al presidente del comité de asuntos extranjeros de la Cámara de Representantes de los Estados Generales (Parlamento neerlandés).                                                    |
| Bandera de Estados Unidos          | Raymond Burghardt                 | 19 de mayo del año 97 (2008)       | Al presidente del Instituto Americano de Taiwán (embajada de facto de EE. UU. en la República de china).                                                                            |
| Bandera de El Salvador             | Francisco Ricardo Santana Berríos | 31 de marzo del año 99 (2010)      | Al embajador de El Salvador en Taipéi. |
| Bandera de la República Dominicana | Víctor Manuel Sánchez Peña        | 22 de junio del año 100 (2011)     | Al embajador de la República Dominicana en Taipéi. |
| Bandera de Burkina Faso            | Jacques Sawadogo                  | 29 de octubre del año 102 (2013)   | Al embajador de Burkina Faso en Taipéi. |
| Bandera de Francia                 | Jean-Robert Pitte                 | 5 de septiembre del año 111 (2022) | Al secretario vitalicio de la Facultad de Humanidades y Ciencias Políticas del Collège de France por su contribución al intercambio cultural entre Francia y la República de China. |